# アグロ・パリ・テック
アグロ・パリ・テック（AgroParisTech、正式名称: Institut des sciences et industries du vivant et de l'environnement）は、フランスのグランゼコール。生命科学、農学分野でフランス随一の実力を誇る。

## 沿革
2007年に3つのグランゼコールの合併で設立